# Liste der Baudenkmäler in Böhen
Auf dieser Seite sind die Baudenkmäler in der schwäbischen Gemeinde Böhen zusammengestellt. Diese Tabelle ist eine Teilliste der Liste der Baudenkmäler in Bayern. Grundlage ist die Bayerische Denkmalliste, die auf Basis des Bayerischen Denkmalschutzgesetzes vom 1. Oktober 1973 erstmals erstellt wurde und seither durch das Bayerische Landesamt für Denkmalpflege geführt wird. Die folgenden Angaben ersetzen nicht die rechtsverbindliche Auskunft der Denkmalschutzbehörde.

## Baudenkmäler nach Ortsteilen

### Böhen
| Lage                                               | Objekt                            | Beschreibung | Akten-Nr.             | Bild            |
| -------------------------------------------------- | --------------------------------- | --- | --------------------- | --------------- |
| Am Kirchberg 2 (Standort)                          | Pfarrhaus                         | kubischer, zweigeschossiger Zeltdachbau mit befenstertem Kniestock, spätklassizistisch, um 1875.                                                  | D-7-78-119-8 Wikidata | weitere Bilder  |
| Am Kirchberg 11 (Standort)                         | Katholische Pfarrkirche St. Georg | Saalbau mit eingezogenem Chor und nördlichem Satteldachturm, 15. Jahrhundert, Erweiterung und neubarocke Umgestaltung 1907/1908; mit Ausstattung. | D-7-78-119-1 Wikidata | weitere Bilder  |
| Hauptstraße (am westlichen Ortsausgang) (Standort) | Tuffsteinkreuz                    | spätmittelalterlich. | D-7-78-119-2 Wikidata | Tuffsteinkreuz  |
| Warlinser Straße 1 (Standort)                      | Gasthaus Rössle                   | breitgelagerter, zweigeschossiger Mittertennbau mit steilem Satteldach, Wirtschaftsteil erneuert, um 1818.                                        | D-7-78-119-9 Wikidata | Gasthaus Rössle |

### Brandholz
| Lage                       | Objekt     | Beschreibung                                     | Akten-Nr.             | Bild       |
| -------------------------- | ---------- | ------------------------------------------------ | --------------------- | ---------- |
| Bildsäulenäcker (Standort) | Wegkapelle | Nischenbau mit flachem Satteldach, um 1760/1770. | D-7-78-119-3 Wikidata | Wegkapelle |

### Günzegg
| Lage                    | Objekt                           | Beschreibung                                   | Akten-Nr.             | Bild                             |
| ----------------------- | -------------------------------- | ---------------------------------------------- | --------------------- | -------------------------------- |
| Waldmühle 22 (Standort) | Katholische Kapelle St. Wendelin | Saalbau mit Dachreiter, 1818; mit Ausstattung. | D-7-78-119-4 Wikidata | Katholische Kapelle St. Wendelin |

### Karlins
| Lage                  | Objekt                        | Beschreibung | Akten-Nr.             | Bild           |
| --------------------- | ----------------------------- | --- | --------------------- | -------------- |
| Karlins 16 (Standort) | Katholische Kapelle St. Maria | Rechteckbau mit dreiseitigem Schluss und Dachreiter mit Zwiebelhaube, wohl frühes 18. Jahrhundert, 1935 verändert; mit Ausstattung. | D-7-78-119-5 Wikidata | weitere Bilder |

### Oberwarlins
| Lage                      | Objekt                         | Beschreibung                                                  | Akten-Nr.             | Bild           |
| ------------------------- | ------------------------------ | ------------------------------------------------------------- | --------------------- | -------------- |
| Oberwarlins 24 (Standort) | Katholische Kapelle St. Joseph | Rechteckbau mit halbrundem Schluss, um 1685; mit Ausstattung. | D-7-78-119-6 Wikidata | weitere Bilder |